# Arroz con costra
L'arroz con costra (o arròs amb crosta in valenzano), letteralmente "riso con crosta", è un piatto della cucina spagnola, tipico della Comunità Valenzana, e in particolare delle comarche alicantine di Baix Vinalopó, Marina Alta e Vega Baja del Segura.
È costituito da riso e vari tipi di salsiccia (bianca, rossa, sanguinaccio) ricoperti con uova. Altri ingredienti aggiuntivi, che possono variare da zona a zona, possono essere pomodoro, aglio, zafferano, coniglio o ceci.